# Felsőolsva
Felsőolsva (szlovákul: Vyšná Olšava) község Szlovákiában, az Eperjesi kerület Sztropkói járásában.

## Fekvése
Sztropkótól 6 km-re délnyugatra, az Ondavától kissé nyugatra fekszik.

## Története
Eredetileg szlovák falu volt, melynek lakossága az 1493. évi lengyelek elleni harcok következtében nagyrészt elpusztult. A lakosság pótlására a 16. század elején ruszinokat telepítettek be.
A 18. század végén Vályi András így ír róla: „Alsó, és Felső Olcsva. Két falu Zemplén Várm. fekszenek Krucsónak szomszédságában, Ondava vize mellett, határja Alsónak termékenyebb.”
Fényes Elek 1851-ben kiadott geográfiai szótárában így ír a faluról: „Osva (Felső), orosz falu, Zemplén vgyében, Sztropkó fil., 2 rom., 317 g. kath., 4 zsidó lak., gör. templommal, 1424 hold szántóföld. F. u. b. Meskó, Szirmay.”
Borovszky Samu monográfiasorozatának Zemplén vármegyét tárgyaló része szerint: „Felsőolsva, ruthén kisközség Sáros vármegye határán. Van 62 háza és 293 gör. kath. vallású lakosa. Postája és távírója Sztropkón, vasúti állomása meg Homonnán van. A csicsvai vár tartozéka volt és a többi várbirtokok sorsában osztozott. A XVIII. században a gróf Dessewffy, a báró Meskó és a Krasznetz családok voltak az urai, e század végén és a mult század első felében pedig a Dessewffy családdal együtt a Szirmay és a Semsey családok is. Most Grustyinszky Mihálynak van itt nagyobb birtoka. 1663-ban ezt a községet is meglátogatta a pestis. Gör. kath. temploma 1743-ban épült.”
1920 előtt Zemplén vármegye Sztropkói járásához tartozott.

## Népessége
| Év:            | 1994. | 2004.    | 2014.   | 2024.   |
| -------------- | ----- | -------- | ------- | ------- |
| Emberek száma: | 525   | 599      | 643     | 623     |
| Eltérés:       |       | +14,09 % | +7,34 % | -3,11 % |

| Év:            | 2023. | 2024.   |
| -------------- | ----- | ------- |
| Emberek száma: | 629   | 623     |
| Eltérés:       |       | -0,95 % |

1910-ben 320, túlnyomórészt szlovák lakosa volt.
2001-ben 596 lakosából 572 szlovák és 13 ruszin volt.
2011-ben 602 lakosából 538 szlovák, 27 roma és 20 ruszin.

## Nevezetességei
- Keresztelő Szent János tiszteletére szentelt görögkatolikus temploma 1880-ban épült.

## Neves személyek
- Itt született 1769-ben Balugyánszky Mihály jogász, orosz cári államtanácsos, a szentpétervári akadémia tanára.
- Itt született 1771-ben Durcsák János választott szardikai püspök, egri prépost, az egri érseki líceum igazgatója.
- Itt született 1848. május 16-án Lukáts Adolf jogász, egyetemi tanár.